# Социология города
Социология города — отрасль социологии, изучающая различные аспекты городской жизни. Социология города исследует город как тип сообщества (классификация сообществ, переход от одного типа к другому и т. д.); рассматривает специфику городской жизни (досуг, массовая культура, общение), малые группы и социальные институты города, социально-демографические и расовые проблемы.

## История
Одним из первых социологический анализ города предложил Макс Вебер. Вебер в целом определяет город как селение, состоящее из тесно соприкасающихся домов, которое настолько велико, что в нем отсутствует специфическое для общества соседей личное знакомство друг с другом.
Помимо Вебера роль больших городов в обществе изучали такие немецкие социологи, как Карл Бюхер и Георг Зиммель.
У классиков марксизма городская проблематика присутствует в контексте рассмотрения положения рабочего класса в капиталистическом обществе. Большой город в этой связи, промышленный или торговый, рассматривается в качестве места, где в наиболее концентрированной форме протекает классовая борьба.
Однако настоящий расцвет городской социологии явился в работах учёных Чикагской школы. В её рамках основными исследователями характерной проблематики города стали Роберт Парк, Эрнст Берджесс и Луис Вирт. Работы Чикагской школы отличала прикладная направленность.